# ديفيد بوكانان
ديفيد بوكانان (بالإنجليزية: David Buchanan)‏ (23 يونيو 1962 بنيوكاسل أبون تاين في المملكة المتحدة - ) هو لاعب كرة قدم بريطاني في مركز الهجوم. شارك مع منتخب إنجلترا لكرة القدم C ‏. أما مع النوادي، فقد لعب مع ليستر سيتي ونادي بيتربورو يونايتد ونادي سندرلاند ونادي نورثامبتون تاون ونادي يورك سيتي ونادي بليث سبارتانز ونيوكاسل بلوستار ‏ ونادي  شيلدز الشمالية ‏.

## وصلات خارجية
- ديفيد بوكانان على موقع قاعدة بيانات كرة القدم.إي يو (الإنجليزية)